# Solymar
Solymar es un barrio de Ciudad de la Costa, en el departamento de Canelones, Uruguay.

## Ubicación
El barrio se encuentra situado en la zona central de la ciudad, a la altura del km 24 de la Avenida Giannattasio. Limita al oeste con Lagomar y El Bosque, y al este con Montes de Solymar y Parque de Solymar, al norte con la Ruta Interbalnearia y al sur con el Río de la Plata. Sus principales vías de acceso son la Avenida Giannattasio y la Rambla Tomás Berreta.

## Historia
Al igual que otros barrios de la actual Ciudad de la Costa, Solymar surgió como un balneario con identidad propia.
Todo comenzó en 1948, cuando se fundó la empresa Solymar S.A., la que fue presidida por José Larrosa. Esta empresa adquirió 180 hectáreas a uno de los herederos García Lagos, y se le encargó a Emilio Colombino la forestación y más tarde la pavimentación y venta. En la década de 1950, la empresa MAR S.A. se encargó de la venta del balneario, y continuó con la forestación hasta 1973, llegando a plantar un millón seiscientos mil árboles en un área de 1600 hectáreas.
El 15 de enero de 1950 fueron aprobados finalmente los planos, suscritos por Hughes y Francisco Camarano, los cuales contabilizaban un total de 100 hectáreas, incluyendo espacio para calles, ensanches, y parques. Cinco hectáreas fueron reservadas para la Asociación Cristiana de Jóvenes, y en 1952 comenzó a construirse el complejo, con canchas de fútbol, básquetbol, tenis y anfiteatro con cine. Años después la propiedad pasó a manos del Banco Mercantil del Río de la Plata, para terminar finalmente bajo la titularidad de la Policía Nacional.
En 1958 se donaron padrones al norte de Avenida Italia, para la sede del Club Hípico del Uruguay, con el objetivo de valorizar la zona y contribuir con la actividad ecuestre. Al norte y próximo a la ruta Interbalnearia se asentaban en aquel momento algunos quinteros, con los que la empresa debió negociar su desplazamiento, teniendo así más opciones en las ventas, así se tenía al norte una zona de chacras, muy cercanas a la playa y a la zona donde se concentraba la vida social del balneario.
Desde la década de 1970, comenzó un incremento muy importante en la población del balneario, el cual pasó de ser una zona principalmente de veraneo a ser residencia permanente de muchos habitantes. El 19 de octubre de 1994, Solymar dejó de ser un balneario para pasar a formar parte de la declarada Ciudad de la Costa. Desde ese momento se transformó en uno de los tantos barrios de dicha ciudad.

## Población
Según el censo del año 2023, el barrio cuenta con una población de 22 340 habitantes.
| 542            | 3 527 | 6 607 | 13 942 | 15 908 | 18 573 | 22 340 |
| (Fuente: INE ) |       |       |        |        |        |        |